# Skidorp

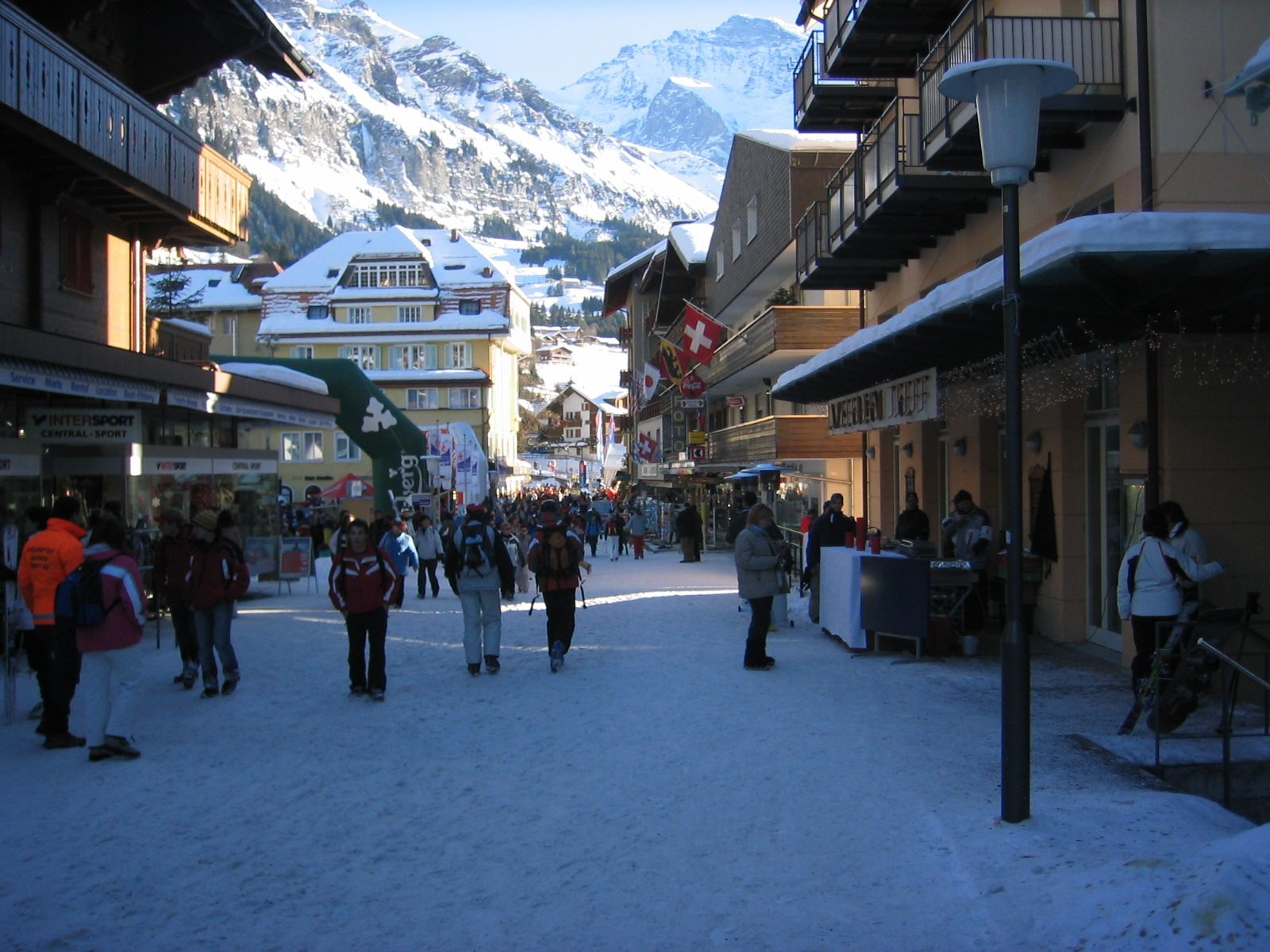
Wengen is een Zwitsers bergdorp uit de middeleeuwen op 1274 meter hoogte dat in de 20e eeuw uitgroeide tot populaire skibestemming.

Een skidorp is een nederzetting waar men aan wintersport, zoals skiën, kan doen. Veel skidorpen zijn speciaal daarvoor uit het niets gecreëerd. In andere gevallen hebben bestaande dorpen of steden zich in de loop van de 19e of 20e eeuw ontwikkeld tot een bestemming voor wintersporttoeristen. Een skidorp ligt in of bedient een wintersportgebied, dat meerdere dorpen kan omvatten.

## Skidorpen in Frankrijk

### Generaties

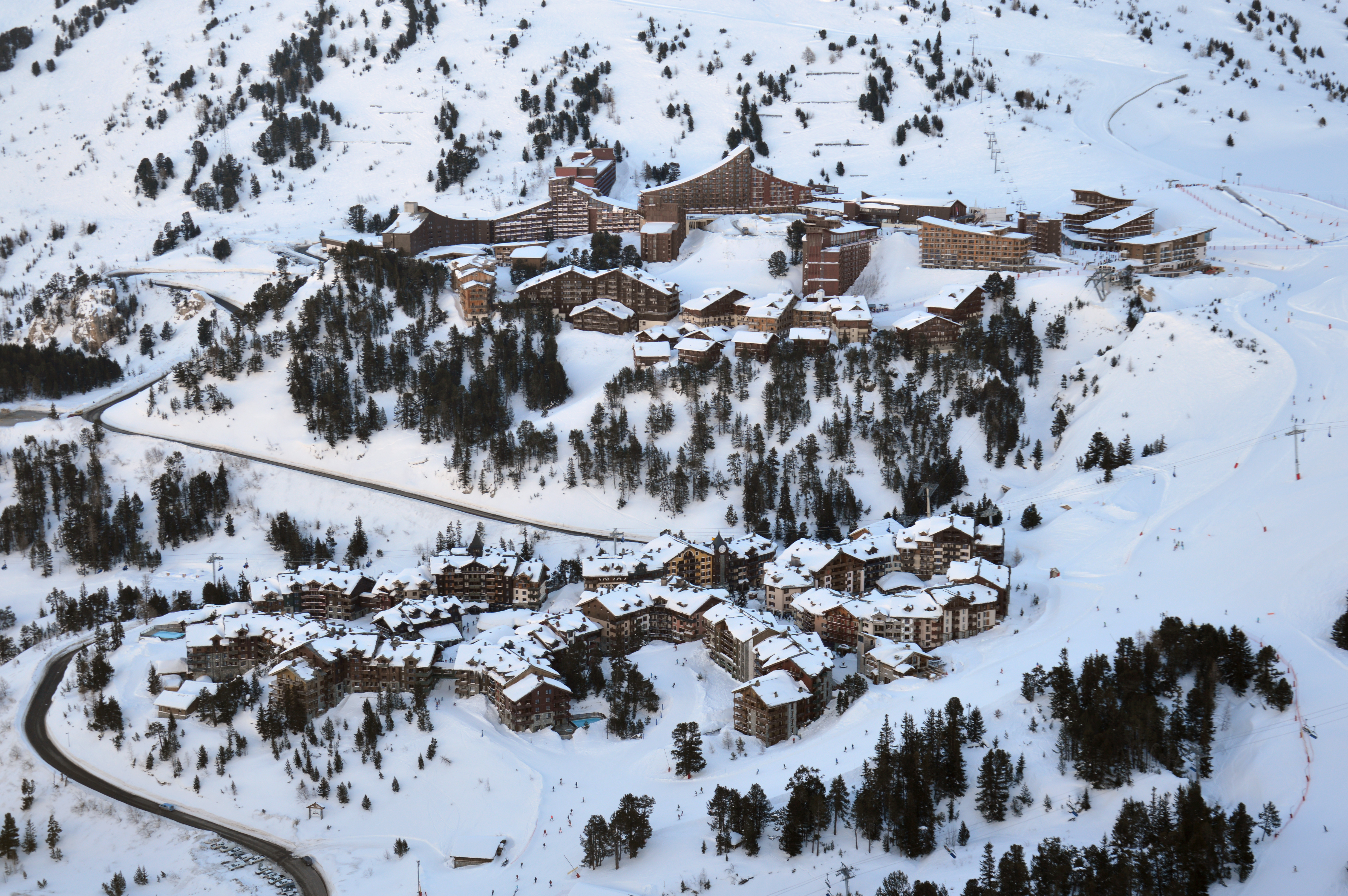
Arc 2000 (boven) en Arc 1950 (onder) zijn skidorpen in het Franse Les Arcs; het eerste een voorbeeld van de 3e generatie, het tweede meer in lijn met de 4e generatie.

In Frankrijk hanteert men een typologie van 4 generaties om skidorpen te classificeren:
- 1e generatie: skidorpen ontstaan rondom een bestaand dorp op een hoogte van 900 à 1200 meter boven zeeniveau. Voorbeelden zijn Megève, Morzine en Chamonix.
- 2e generatie: skidorpen uit het niets ontwikkeld op een hoogte van 1600 à 1800 meter. Voorbeelden zijn Courchevel, Alpe d'Huez en Les Deux Alpes.
- 3e generatie: skidorpen die vanaf de jaren 1960 uit het niets ontwikkeld werden door overheden en private bedrijven om tegemoet te komen aan het massatoerisme. De ontwikkelaar kreeg doorgaans vrij spel om het hele dorp, inclusief voorzieningen, skiliften en ruimtelijke ordening, uit te tekenen. De dorpen zijn opgebouwd volgens een rationeel plan, met aan de 'achterzijde' parkeerplaatsen en aan de 'voorzijde' een of meerdere front de neiges, zodat skiërs tot aan de voorgevels kunnen skiën. De dorpen bevinden zich vaak boven de 1800 meter. Architecten en ontwikkelaars kozen vaak voor modernistische recepten geïnspireerd door Le Corbusier. Voorbeelden zijn het archetypische Flaine, maar ook La Plagne, Tignes, Arc 1600, Arc 1800, Isola 2000 en Les Menuires.
- 4e generatie: vanaf 1975 kiezen ontwikkelaars vaker voor traditionalistische dorpen, uit het niets gecreëerd of gebouwd in de buurt van een bestaand gehucht, in een afgeleide van de lokale stijl met natuurlijke bouwmaterialen. Voorbeelden zijn Peisey-Vallandry en Valmorel.